# 673 (číslo)
Šest set sedmdesát tři je přirozené číslo. Následuje po čísle šest set sedmdesát dva a předchází číslu šest set sedmdesát čtyři. Římskými číslicemi se zapisuje DCLXXIII a řeckými číslicemi χογ.

## Matematika
673 je:
- Příznivé číslo
- Deficientní číslo
- Prvočíslo
- Šťastné číslo

## Astronomie
- (673) Edda je planetka hlavního pásu, kterou objevil v roce 1908 Joel Hastings Metcalf

## Ostatní
- +673 je mezinárodní telefonní předvolba Bruneje

## Roky
- 673
- 673 př. n. l.